# Lasserre (Pirenei Atlantici)
Lasserre è un comune francese di 100 abitanti situato nel dipartimento dei Pirenei Atlantici nella regione della Nuova Aquitania.

## Società

### Evoluzione demografica
Abitanti censiti